# Pyrausta nielpoldalis
Pyrausta nielpoldalis là một loài bướm đêm trong họ Crambidae.